# Ulica Pruszkowska w Warszawie

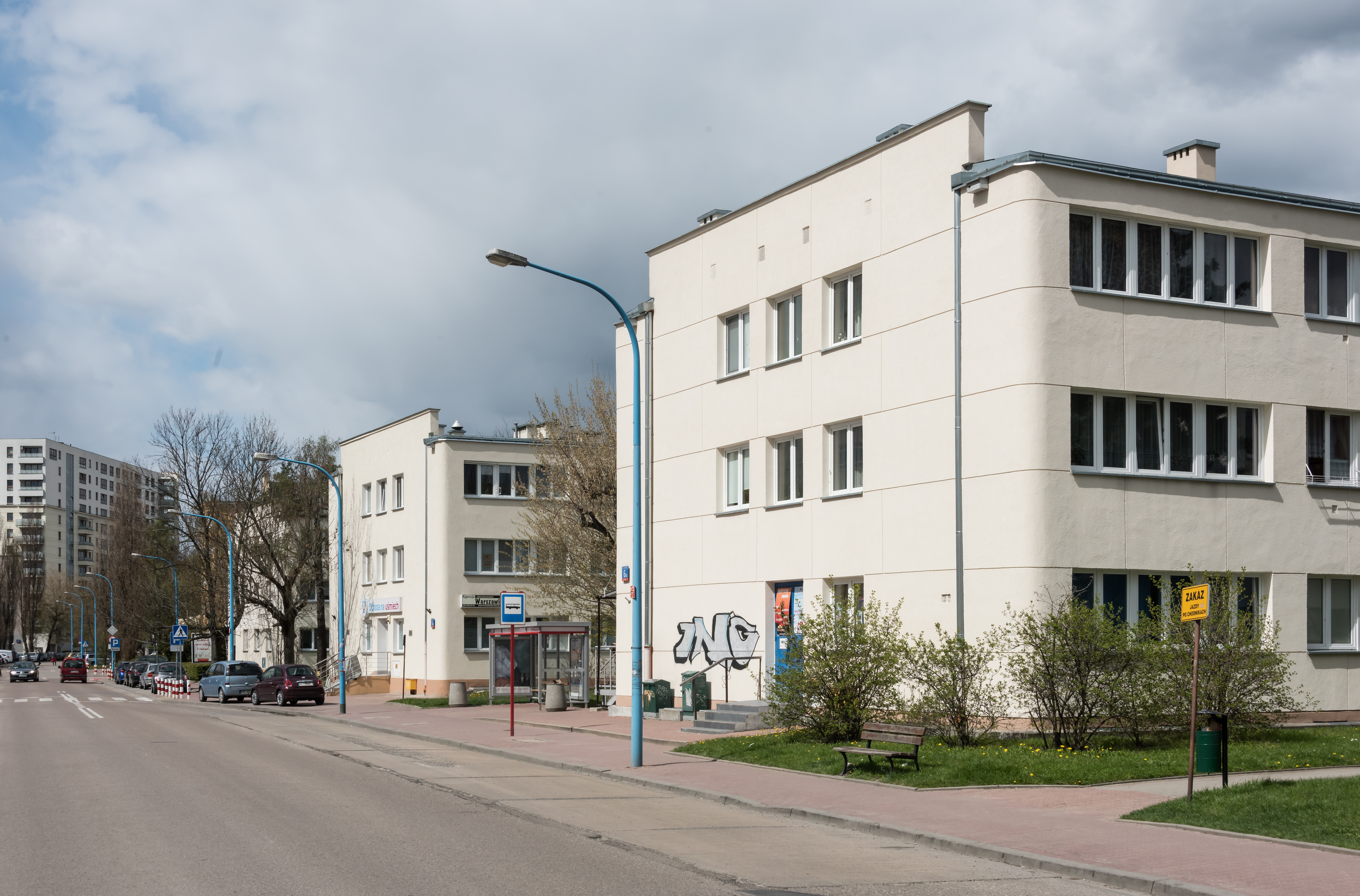
„Szklane domy” przy ul. Pruszkowskiej

Ulica Pruszkowska – ulica na warszawskim osiedlu Rakowiec, w dzielnicy Ochota.

## Opis
Przy ulicy znajduje się kompleks budynków nazywanych „szklanymi domami” − przykład modernistycznego budownictwa funkcjonalistycznego z okresu międzywojennego. Wzniesione zostały w latach 1935–1937 przez Warszawską Spółdzielnię Mieszkaniową według projektu Heleny i Szymona Syrkusów dla pracowników pobliskich Państwowych Zakładów Lotniczych.
W celu dosłonecznienia niewielkich, ale funkcjonalnych mieszkań zaplanowano długie ciągi okien, a dzięki „przełamaniu” budynków w połowie i przesunięciu obu części względem siebie, doświetlono również korytarze i przestronne klatki schodowe. Domy mają zaokrąglone naroża, fantazyjnie wygięte ściany przy wejściach i widne, przestronne klatki z dwubiegowymi schodami, przypominające korytarze w eleganckich przedwojennych willach. Projekt nawiązywał do koncepcji miast ogrodów. 
Osiedle, którego pierwszymi budynkami były cztery domy przy ul. Pruszkowskiej, a następnie podobne budynki wzdłuż ul. Wiślickiej, miało być samowystarczalne. Istniejący staw rybny dostarczać miał ryb, a położone we wschodniej części osiedla działki ziemi o powierzchni 1 ara przypadającego na lokal mieszkalny, miały dostarczać mieszkańcom własnych warzyw i owoców. Do roku 1939 wybudowano kolonię 7 modernistycznych budynków (6 mieszkalnych i 1 Dom Społeczny).

## Ważniejsze obiekty
- Park Zasława Malickiego